# Нунеш, Рикарду (политик)
Рикарду Нунеш (порт. Ricardo Nunes; род. 13 ноября 1967, Сан-Паулу) — бразильский государственный и политический деятель. Действующий мэр Сан-Паулу, вступивший в должность 16 мая 2021 года после смерти мэра Бруно Коваша. Является членом Бразильского демократического движения.

## Биография
В 2012 и 2016 годах был избран членом городского совета Сан-Паулу, входя в проправительственную коалицию мэра Фернанду Аддада из Партии трудящихся. В 2019 году, будучи членом муниципального собрания, занимал должности в комиссиях по законодательным вопросам, таких как: комитет по банкам, который расследовал уклонение от уплаты налогов службами социального обеспечения в столице штата.
В 2016 году поддержал амнистию церквей в соответствии с законами о зонировании.
Получил известность в средствах массовой информации за то, что активно выступал против включения сексуальности и гендера в городской образовательный план. Также является автором законопроекта о создании системы водного транспорта на водохранилище Биллингс. Хотя есть сомнения в возможности реализации этого законопроекта, он был включен в план целей городского правительства.
В 2020 году, готовясь к третьему туру на должность члена городского совета, стал напарником действующего мэра и кандидата в мэры Бруно Коваша в коалиции Бразильской социал-демократической партии, Бразильского демократического движения и Демократами в рамках политического маневра губернатора штата Сан-Паулу Жуаном Дория, члена Бразильской социал-демократической партии, добивающегося возможной поддержки Бразильского демократического движения на выборах 2022 года.
В должности вице-мэра держался в тени, появляясь на публике только в отсутствие Бруно Коваша.
2 мая 2021 года стал исполняющим обязанности мэра Сан-Паулу на 30 дней из-за отпуска действующего мэра Бруно Коваша, который проходил лечение от рака. Сообщалось, что после вступления в должность Бразильской социал-демократической партии пытался убедить его перейти в их партию из Бразильского демократического движения. Однако, он отверг идею о смене партийной принадлежности.
Бруно Коваш скончался 16 мая 2021 года, а Рикарду Нунеш вступил в должность до конца истечения срока полномочий.
Помимо политики, Нунес является бизнесменом — владельцем компании по борьбе с вредителями, которая дезинфицирует импортируемые и экспортируемые грузы в бразильских портах и аэропортах.